# Los Dandis del Congo (SAPEURS)
Le Sape (La Société des Ambianceurs et des Personnes Elegantes) o Dandis del Congo, es uno de los clubes más exclusivos del mundo. Recientemente se ha convertido en un fenómeno internacional con influencia en lugares como Brazzaville, Kinshasa, París, Bruselas y partes del sur de Londres. El estilo de sapeur y la relación con la ropa es único: un retroceso a un mundo perdido de elegancia y decadencia postcolonial y, al mismo tiempo, es futurista. Los miembros tienen su propio código de honor, códigos de conducta profesional y nociones estrictas de moralidad.
El movimiento comenzó cuando los militares congoleños, que lucharon en Francia durante la Segunda Guerra Mundial, regresaron a su casa en África y trajeron la moda parisina con ellos. Se reunían habitualmente en fiestas que ellos mismos creaban para poder lucir sus modelos, hasta que al final crearon la Sociedad de Ambientadores y Personas Elegantes (SAPE) para recrear el mito de la elegancia francesa.

## Origen del término
La palabra dandi (del inglés dandy) hace referencia a un hombre que se distingue por su extremada elegancia y buenos modales. El término tiene relevancia a partir del siglo XVIII en el momento en que el príncipe de Gales toma el trono en la época llamada La Regencia. Durante un siglo el estereotipo de dandi tomó fuerza en Francia y  hacía referencia a hombres refinados, sabios, con poder y dignos de admiración que demostraban estas características mediante su forma de vestir.  Este término fue apropiado por habitantes de la República del Congo, y hoy en día son considerados una tribu urbana que viven en entornos de pobreza y a pesar de ello visten prendas de alta costura.

## Ubicación
Como su nombre indica, se ubican en el Congo, concretamente, La República del Congo, un país excesivamente rico en recursos naturales, pero es uno de los países económicamente hablando más pobres de todo el mundo y con uno de los índices de desarrollo humano más bajos igualmente.
Los Dandis del Congo suelen transitar en la ciudad de Brazzaville, la capital, ubicada al sureste del país. Brazzaville es el principal centro neurálgico, administrativo y financiero del país. Con casi un millón y medio de habitantes, concentra un tercio de la población congoleña total.

## Historia
El origen de este movimiento comenzó en Francia durante la Segunda Guerra Mundial de 1939 a 1945, cuando los militares congoleños regresan a África después de la guerra y trajeron la moda Parisina con ellos. La palabra Dandi (o galán) se refiere al hombre que le da una importancia especial a su apariencia física, utiliza lenguaje refinado, buenos modales y aparenta un estilo de vida aristocrático a pesar de pertenecer a la clase trabajadora.

## Los caballeros de Bacongo (libro)
En 2008 el fotógrafo italiano Daniele Tamagni, viajó a Brazzaville, capital de la República del Congo, para inmortalizar a la SAPE, el movimiento congoleño de personas elegantes. El resultado fue un libro de 224 páginas, donde el refinamiento de los sapeurs contrasta con la miseria de Bacongo, uno de los barrios más pobres de la ciudad. El libro tiene un prefacio del diseñador Paul Smith, quien llevó este estilo a las pasarelas en su colección 2010. 

## Sociedad / Cultura
El movimiento cultural comienza cuando los militares congoleños regresan al Congo tras la Segunda Guerra Mundial y traen con ellos la moda parisina, comenzaron a reunirse en fiestas que ellos planeaban con el propósito de lucir sus vestimentas. Hasta que deciden crear la Société des Ambianceurs et des Personnes Élégantes (SAPE en español Sociedad de Ambientadores y Personas Elegantes), esto formalizo el movimiento y lo estableció como uno de los movimientos más peculiares dentro de la sociedad africana.
Sapeurs son aquellas personas que forman parte de la Sociedad de Ambientadores y Personas Elegantes. Este movimiento replica la forma de vestir del hombre europeo, los sapeurs adquieren una elegancia propia. La moda viene directamente de París y estos hombres adquieren las prendas de vestir sin importar el precio y están dispuestos a solicitar préstamos y endeudarse con tal de vestirse bien.

## Contexto Socioeconómico
A pesar de que el Congo y las ciudades africanas en donde los Sapeurs existen son riquísimas en recursos naturales (petróleo, por ejemplo), los ciudadanos son bastante pobres y la vida personal, cotidiana y familiar de los dandis es igual a la de cualquier otra persona de bajos recursos, pobre y careciente de servicios públicos que satisfagan las necesidades básicas de un ciudadano.
El modo de conseguir estas prendas tan caras es el ahorro, ahorrando incluso durante 2 años para comprarse unos zapatos weston de 500 dólares aprox. ‘‘obligatorios’’ para no perder la dignidad y autoestima del dandi, entre otros también de pieles exóticas.
No es el único método que utilizan, pero siendo escasos los Sapeurs que trabajan como funcionarios, tienen la posibilidad de pedir uno o varios créditos por hasta 8 000 000 de francos congoleños, lo que equivaldría a 19 000 dólares aproximadamente para el único propósito de comprar ropa.
Las prendas costosas son necesarias ya que si se usan falsificaciones se está cometiendo una falta al código de los dandis, además de que todos se darían cuenta y sería avergonzado.
Los Dandis utilizan una vestimenta algo llamativa, por lo general son trajes completos de marca y auténticos, Utilizan marcas como Kenzo, Emporio Armani, Givenchy, Canali, Neil Barrett, Gucci, Prada, Burberry o Yves Saint Laurent, y lo combinan con un calzado del mismo calibre utilizando otras marcas como Crockett & Jones o Weston. Una de las reglas en este grupo es que solo se pueden vestir tres colores por atuendo y de ese modo combinarlos entre ellos sin exceder ese número.

## Ideología
Según los miembros de Le Sape, un dandi debe tener varios trajes, no uno solo, el verdadero dandi debe tener muchos.
Debe evitar llevar un solo color, o colores apagados, esto para diferenciarse de la demás gente, la importancia es la combinación llamativa.
En las reuniones entre los Sapeurs hay una competencia, se juzgan la elegancia, la estética y lo apuesto del dandi, pero lo que más importa es la belleza del traje y el precio.
El dandi sacrifica su vida por la admiración de los otros, por la belleza, la moda.

## Características / Rasgos físicos
Los Dandis del Congo son personas de origen Africano de rasgos oscuros, Son personas elegantes pero no tienen complexión en específico es decir, hay delgados, robustos, altos, bajos y tampoco son de una edad estándar, existen desde niños hasta adultos en el grupo. Son de moralidad intachable con un modo de pensar y sentir la vida cuyo germen se encuentra en la celebración de la libertad, el pacifismo, la inclusión social y la autosuperación.